# Playtime (Sprachkurs)
Playtime – Englisch für Kinder ist ein deutscher Englisch-Sprachkurs in Form einer 30-teiligen Fernsehserie, der vom Bayerischen Fernsehen produziert wurde und sich an Kinder ab fünf Jahren richtet, die spielerisch Englisch lernen sollen. Die Zeichentrickfiguren/Puppen Jack und Jill erleben kindgerechte Geschichten, unterhalten sich mit der Engländerin Helen Lanzer, machen gemeinsam Ratespiele und singen zusammen Lieder. Helen Lanzer moderierte auch die Sendung.

## Folgen
1. Hello
2. Let’s play
3. At the fair
4. The dreamhouse
5. Jill’s birthday
6. A bike tour
7. At the toy museum
8. A train ride
9. At Grandpa’s
10. A boat ride
11. Welcome back
12. Jill has got a cold
13. The Street Market
14. Flying a kite
15. Fun in the Snow
16. MacDonald’s Band
17. The cake
18. Jill’s great Day
19. At the seaside
20. The Clown
21. Aunt Emily
22. At the cinema
23. Camping
24. The Thief
25. Whose dog is
26. At the zoo
27. Tom’s Party
28. Decorating
29. Something new
30. A Trip to the Moon

## Bücher
- Playtime, Englisch für Kinder, Bd. 1–3, TR Verlagsunion, 1998, ISBN 3805828977
  - Einzelausgaben
  - Playtime Band 1, Englisch für Kinder, ISBN 978-3-8058-1963-3
  - Playtime Band 2, Englisch für Kinder, ISBN 978-3-8058-2017-2
  - Playtime Band 3, Englisch für Kinder, ISBN 978-3-8058-2039-4
  - Playtime Bd. 1 inkl. CD, Englisch für Kinder, ISBN 978-3-8058-3639-5
  - Playtime Bd. 3 inkl. CD, Englisch für Kinder, ISBN 978-3-8058-3647-0[1]

## Videocassette
- Playtime VC 1, Englisch für Kinder, Folgen 1–10, ISBN 978-3-8058-2157-5[1]

## DVD
- Playtime – Englisch für Kinder, Folgen 1–30[2]

## Audiocassetten
- Playtime, Englisch für Kinder, Folgen 1–30, 3 Cassetten, ISBN 3805828985